# Convento de las Anas (Murcia)
El convento de Santa Ana, o como popularmente se le conoce, el convento de las Anas, es un conjunto monástico perteneciente a la rama femenina de la Orden Dominica, situado en la ciudad de Murcia (Región de Murcia, España), concretamente en la plaza de Santa Ana. El convento tiene su origen en el siglo XV, aunque el inmueble que hoy se puede contemplar data del siglo XVIII. 
Es uno de los conjuntos más representativos del barroco murciano.

## Historia
En el mismo emplazamiento del convento actual, en el antiguo arrabal de la Arrixaca extramuros de la ciudad, se fundó un monasterio de monjas agustinas en 1398, también bajo la advocación de Santa Ana.
Sin embargo, la llegada de las monjas dominicas a Murcia se produjo en 1490, provenientes de Jaén, patrocinadas por el deán de la Catedral Martín Selva. Éste fue quien les donó los terrenos que hoy ocupan, convirtiéndose en su mecenas.
A pesar de sus orígenes en el siglo XV, el inmueble actual es el tercero que ha tenido la congregación. Fue a comienzos del siglo XVIII, entre 1728 y 1738, cuando se realizaron las obras del edificio definitivo que podemos contemplar, cuyos autores fueron Fray Antonio de San José y Toribio Martínez de la Vega.

## Arquitectura
La iglesia del convento, única parte visitable del conjunto, resulta sencilla y funcional en sus estructuras, lo que justifica el éxito del modelo, repetido en otros templos de la ciudad, ya definido en el siglo XVII en la Iglesia de San Miguel. Encerrada en un perímetro rectangular, la iglesia se concibe como una cruz latina con una gran nave, acompañada en su recorrido de otras laterales más estrechas. 
En alzado se aprecia un espacio jerarquizado que favorece a la gran nave y al crucero, cuyas alturas admiten la superposición de amplios arcos para la apertura de las naves laterales y tribunas. Pero lo que realmente protagoniza los alzados de los muros es su elegante articulación a base de un orden gigante de pilastras. El tramo central del crucero se magnifica con una alta cúpula sobre pechinas. 
No obstante, el principal barroquismo de su interior viene por la decoración, de gran belleza y finura. Destacan las labores de yeserías, reservadas especialmente para los vistosos capiteles de las pilastras, labrados en 1738 por el tallista José Ganga Ripoll, autor también del retablo mayor, lo que explica la repetición de motivos y ornatos (como el escudo de la Orden Dominica). También realizó las portadas pétreas de los lados de la capilla mayor.
Otro elemento muy característio de la iglesia de las Anas es la delineada decoración en azul; lazos y estilizadas formas vegetales que describiendo ritmos curvos, contracurvos y entrelazados engalanan los interiores de las pilastras, arcos y frisos y remarcan las líneas o aristas de las bóvedas.

## Patrimonio

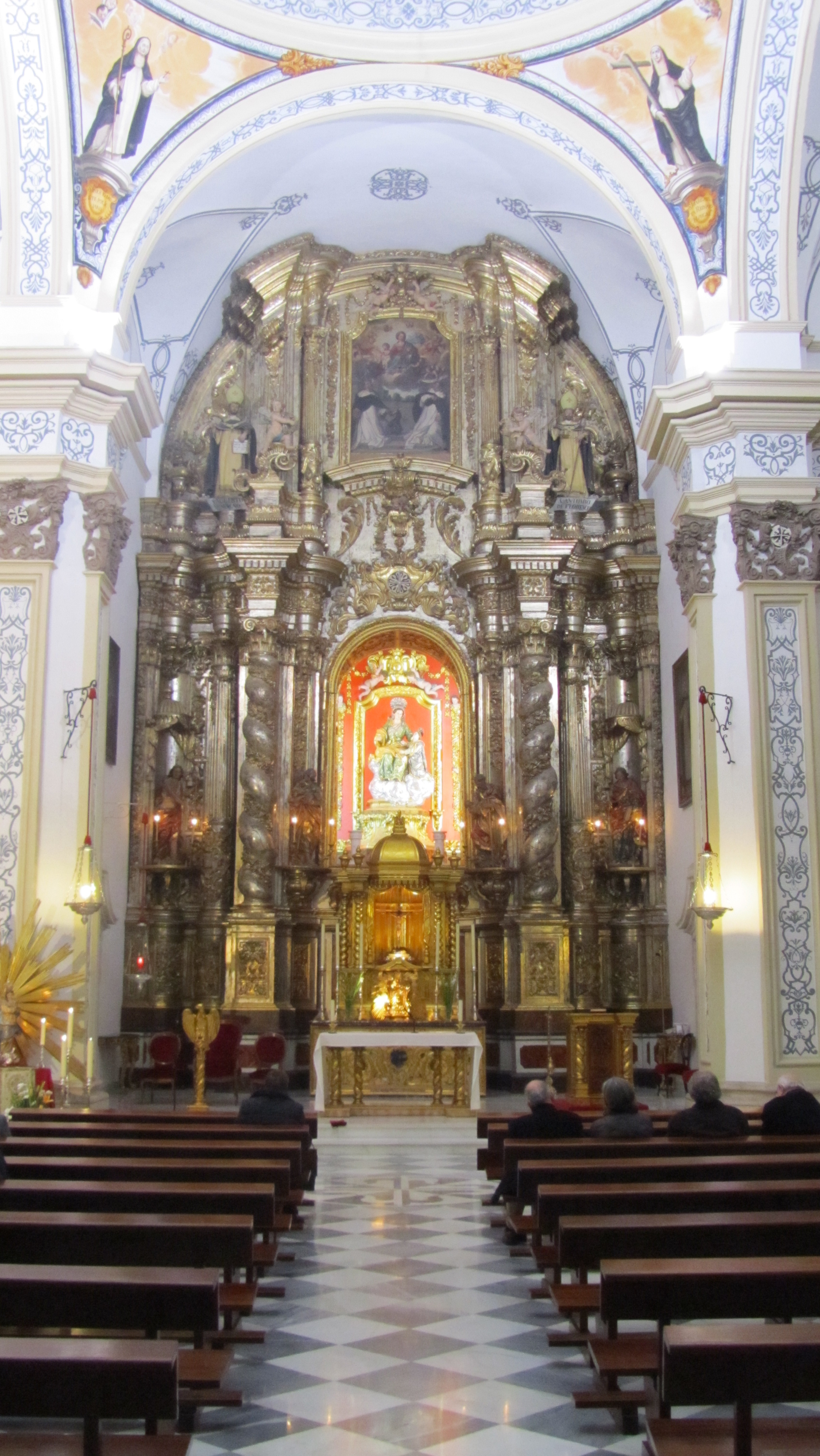
Retablo mayor de la iglesia conventual de Santa Ana

La iglesia conserva diversos retablos del siglo XVII procedentes del templo anterior. Interesantes muestras de la retablística de la primera mitad del siglo, caracterizados por el equilibrio compositivo entre las líneas verticales y horizontales, creando una serie de espacios donde se inserta la pintura y la escultura y la inclusión de pináculos, bolas, columnas estriadas y volutas. Se trata de los retablos de San Juan Evangelista y San Juan Bautista, salidos de los talleres de la familia Estangueta, con pinturas de Miguel de Toledo. 
Otro retablo de mayor tamaño, también del siglo XVII, es el colocado en la nave del crucero, éste fue el antiguo retablo mayor de la iglesia anterior, denominado como retablo de San Miguel Arcángel, dedicado a la Virgen del Rosario. También se debe a los Estangueta, mientras que las esculturas se atribuyen a Cristóbal de Salazar.
Ya dentro del siglo XVIII hay que destacar el actual retablo mayor, obra de Ganga Ripoll de 1738, que desobedeciendo los deseos de las religiosas dominicas encargó la labor escultórica a Francisco Salzillo. Destaca por la introducción de las columnas salomónicas enriquecidas por pámpanos y vides. Esta obra de Ganga y Salzillo supuso el triunfo del retablo-hornacina en el reino de Murcia. El gran camarín es el protagonista del retablo concebido como un gran arco triunfal al que se asoma; sobre fondo rojo (que hace más fuerte el valor del oro y la plata de la policromía), el grupo de Salzillo de Santa Ana y la Virgen María. Otras obras escultóricas del retablo son San Juan Bautista, San José (con una novedosa composición), San Juan Evangelista, San Joaquín, y los dominicos San Antonino de Florencia y San Alberto Magno.